# Ride the Lightning
Ride the Lightning (englisch für wörtlich „Reite den Blitz“ oder auch sinngemäß „Stirb auf dem elektrischen Stuhl“) ist das zweite Studioalbum der US-amerikanischen Metal-Band Metallica. Es wurde am 27. Juli 1984 zunächst von Megaforce Records bzw. Music for Nations veröffentlicht. Nachdem die Band im September 1984 von Elektra Records unter Vertrag genommen worden war, wurde das Album am 19. November 1984 neu veröffentlicht.
Ride the Lightning gilt als Genreklassiker und wird als musikalische Brücke zwischen Metallicas Debüt Kill ’Em All und dem progressiveren Nachfolgealbum Master of Puppets gesehen. Musikalisch erweiterte die Band ihren Stil um abwechslungsreichere und komplexere Arrangements. Die Texte des Albums beschäftigen sich mit Themen wie Verzweiflung, Ausweglosigkeit, Tod und Verlustängsten.

## Entstehung

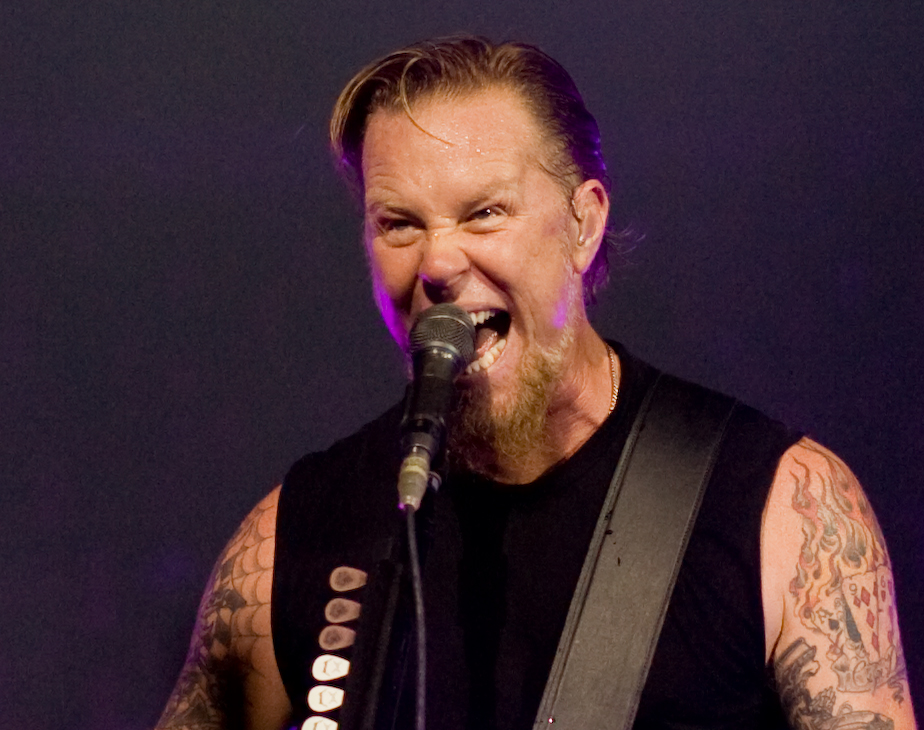
Gitarrist und Sänger James Hetfield (2008)

### Songwriting
Metallica begann im Herbst 1983 mit den Arbeiten an ihrem zweiten Album. Im Gegensatz zum Vorgängeralbum konnte sich Bassist Cliff Burton erstmals am Songwriting beteiligen, da die für das Vorgängeralbum aufgenommenen Lieder schon vor seinem Einstieg in die Band komponiert worden waren. Burtons klassische musikalische Ausbildung hatte einen großen Einfluss auf die Musik auf Ride the Lightning, die melodiöser und technisch anspruchsvoller ausfiel.

„Cliff [Burton] wies mir und James [Hetfield] den Weg zu einem völlig neuen musikalischen Horizont von Harmonien und Melodien. […] Die ganze Art und Weise, wie James und ich zusammen die Songs geschrieben haben […] wurde geformt, als Cliff noch in der Band war, und hatte sehr viel mit Cliffs musikalischen Beiträgen zu tun.“

Im Gegensatz zum Debütalbum Kill ’Em All haben viele Stücke auf Ride the Lightning ein für den Thrash-Metal untypisch niedriges Tempo. Laut dem Schlagzeuger Lars Ulrich wurde der Band im Vorfeld klar, dass sie „nicht unbedingt schnell spielen müssten, um hart und kraftvoll zu klingen“. Textlich entfernte sich die Band von den genretypischen Klischees wie Sex, Satan und Gewalt, um nicht austauschbar zu klingen.
Am 24. Oktober 1983 nahm die Band das Demo Ride the Lightning auf, das von der damals für Europa zuständigen Plattenfirma Music for Nations finanziert wurde. Das Demo enthält neben den bereits Anfang 1983 geschriebenen Liedern „Fight Fire with Fire“ und „Ride the Lightning“ die Lieder „Creeping Death“ und das Instrumentalstück „When Hell Freezes Over“, das auf dem Album „The Call of Ktulu“ heißt. Ursprünglich sollte Metallica lediglich gefälschte Liveaufnahmen der Lieder „Seek and Destroy“ und „Phantom Lord“ für die Jump-in-the-Fire-EP als B-Seiten aufnehmen. Für den „Publikumsapplaus“ sorgte die englische Progressive-Rock-Band Twelfth Night. Obwohl das Demo teilweise vernichtende Kritiken erhielt, hielt Metallica an ihrer musikalischen Kurskorrektur fest.
Wie schon vor den Aufnahmen zum Vorgängeralbum Kill ’Em All, wurde Sänger James Hetfield von Selbstzweifeln über seine gesanglichen Fähigkeiten geplagt. Hetfield versuchte daher erneut, den Armored-Saint-Sänger John Bush zu Metallica zu holen. Bush lehnte, wie im Jahr zuvor, das Angebot ab und wollte die Mitglieder seiner eigenen Band nicht im Stich lassen. In einem Interview aus dem Jahre 1991 erklärte John Bush, dass er seine Entscheidung nicht bereut habe.

„Wer weiß, ob Metallica mit mir als Sänger jemals so erfolgreich gewesen wäre. Ich kann mir Ride the Lightning jedenfalls schlecht mit John-Bush-Vocals vorstellen.“

Im Februar 1984 spielte Metallica im Vorprogramm von Venom im Rahmen der „Seven-Dates-of-Hell“-Tournee ihre ersten Konzerte in Europa. Nach dem Ende der Tour reiste Metallica in die dänische Hauptstadt Kopenhagen, wo die vier Bandmitglieder im Proberaum der befreundeten Band Mercyful Fate die neuen Lieder einstudierten.
Ride the Lightning zeichnet eine ausgewogene Verteilung des Songwritings aus. James Hetfield und Lars Ulrich waren bei allen acht Liedern an den Kompositionen beteiligt. Cliff Burton beteiligte sich bei sechs und Kirk Hammett bei vier Liedern. Der Gitarrist Dave Mustaine, der im Vorjahr (bereits vor den Aufnahmen zu Kill ’Em All) entlassen worden war, wird bei den Liedern „Ride the Lightning“ und „The Call of Ktulu“ als Mitautor genannt, wobei sich Mustaine bei letzterem selbst als Hauptsongwriter bezeichnet.

### Aufnahmen

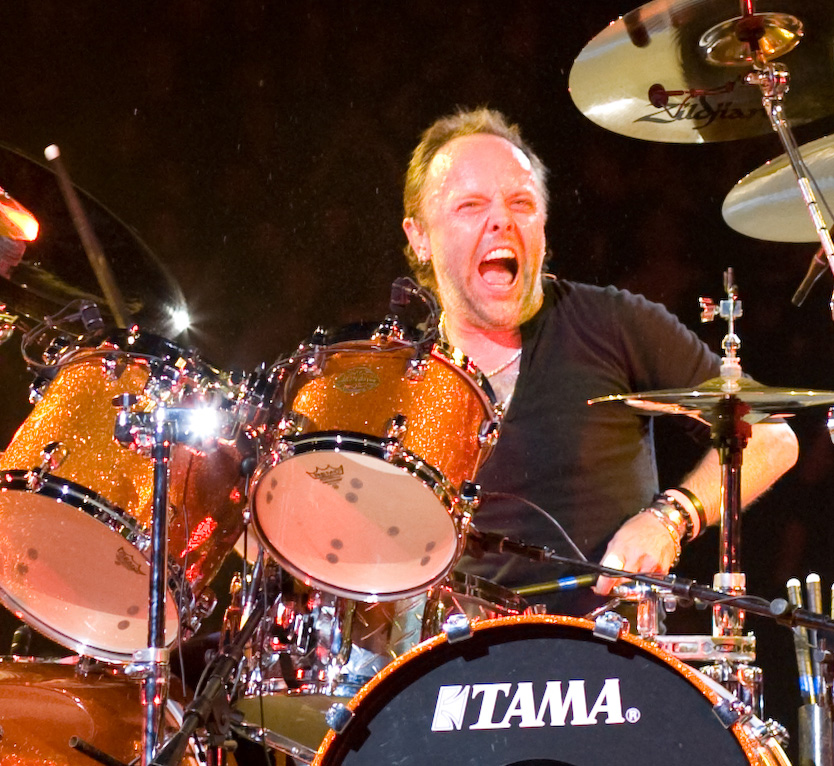
Schlagzeuger Lars Ulrich (2008)

Weil Jon Zazula, der Gründer von Megaforce Records und Manager von Metallica, in finanziellen Schwierigkeiten steckte und sich nicht im Stande sah, die Aufnahmen zu finanzieren, erklärte sich Martin Hooker von Music for Nations bereit, die Kosten für das Studio zu übernehmen. Als Produzenten wählte die Band Flemming Rasmussen aus, dessen Produktion des Rainbow-Albums Difficult to Cure die Mitglieder von Metallica beeindruckt hatte. In einem Interview anlässlich des 25-jährigen Veröffentlichungsjubiläums des Albums erklärte Rasmussen, dass er „aus finanziellen Gründen“ nicht als Produzent des Albums, sondern als Toningenieur auftrat. In den Albumcredits wird die Band als Produzenten und Rasmussen als Assistent genannt.
Die Aufnahmen begannen am 20. Februar 1984 in den Sweet Silence Studios in Kopenhagen. Ebenfalls aus finanziellen Gründen fanden die Aufnahmen nachts statt, da das Studio tagsüber von anderen Künstlern ausgebucht war.

„Deshalb begannen wir üblicherweise etwa gegen 19 Uhr mit Soundchecks und Schlagzeug-Stimmung. Da es abends eiskalt wurde, ließ ich ab 17 Uhr große Gasheizöfen heißlaufen, um die Temperatur im großen Schlagzeugraum bei Aufnahmebeginn immerhin auf über zehn Grad Celsius zu bekommen. Das Einspielen der Trommelspuren war eine wirklich eiskalte Angelegenheit.“

Metallica war laut Rasmussen mit dem erarbeiteten Material bereits gut vertraut, so dass die Musiker nur wenige Takes benötigten. Im Studio wurden trotz der guten Fortschritte im Songwriting die Lieder viel geprobt und neu arrangiert. Die Halbballade „Fade to Black“ wurde noch im Studio komponiert. Die täglichen Aufnahmen endeten in der Regel zwischen vier und fünf Uhr morgens. Die Aufnahmen des Schlagzeugs fanden in einem großen Lagergebäude statt, das sich direkt hinter dem Studio befand. Der Raum stand leer und war nicht schallisoliert, so dass es dort viel natürlichen Hall gab.
Da die Band sich kein Hotel leisten konnte, schliefen die Musiker auch im Studio. Am 14. März 1984 wurden die Aufnahmen beendet.

### Titelbild
Das Albumcover zeigt den elektrischen Stuhl des US-Bundesstaates Virginia vor einem blauen Wolkenhintergrund. Vom Metallica-Schriftzug aus ziehen sich Blitze (englisch lightning) über das Bild. Zwei davon berühren den elektrischen Stuhl. Das Bild löste bei den Musikern zunächst wenig Begeisterung aus.

„Nach einem (…) Konzert in New York feierten wir in einem New Yorker Hotel, als Jon Zazula das Ride the Lightning-Cover zum ersten Mal vorstellte. James [Hetfield] und Lars [Ulrich] starrten es eine Minute an (…). Sie hassten es. Zeitknappheit ließ jedoch keine Änderungsmöglichkeiten mehr zu.“

In Frankreich wurden irrtümlicherweise rund 400 Exemplare mit grüner statt mit blauer Hintergrundfarbe ausgeliefert. Diese Exemplare sind heute gesuchte Sammlerstücke. Allerdings sind zahlreiche Bootleg-Nachpressungen im Umlauf. Das Originalbild wechselte bei einer Versteigerung im Londoner Auktionshaus Christie’s im Juli 2009 für den Preis von 9.375 GBP (ca. 10.900 EUR) den Besitzer. Die genaue Identität des Künstlers ist unbekannt, in den Credits zum Album ist „AD Artists from an original concept of the band“ (deutsch: „AD Artists nach einem Entwurf der Band“) vermerkt.

## Veröffentlichung

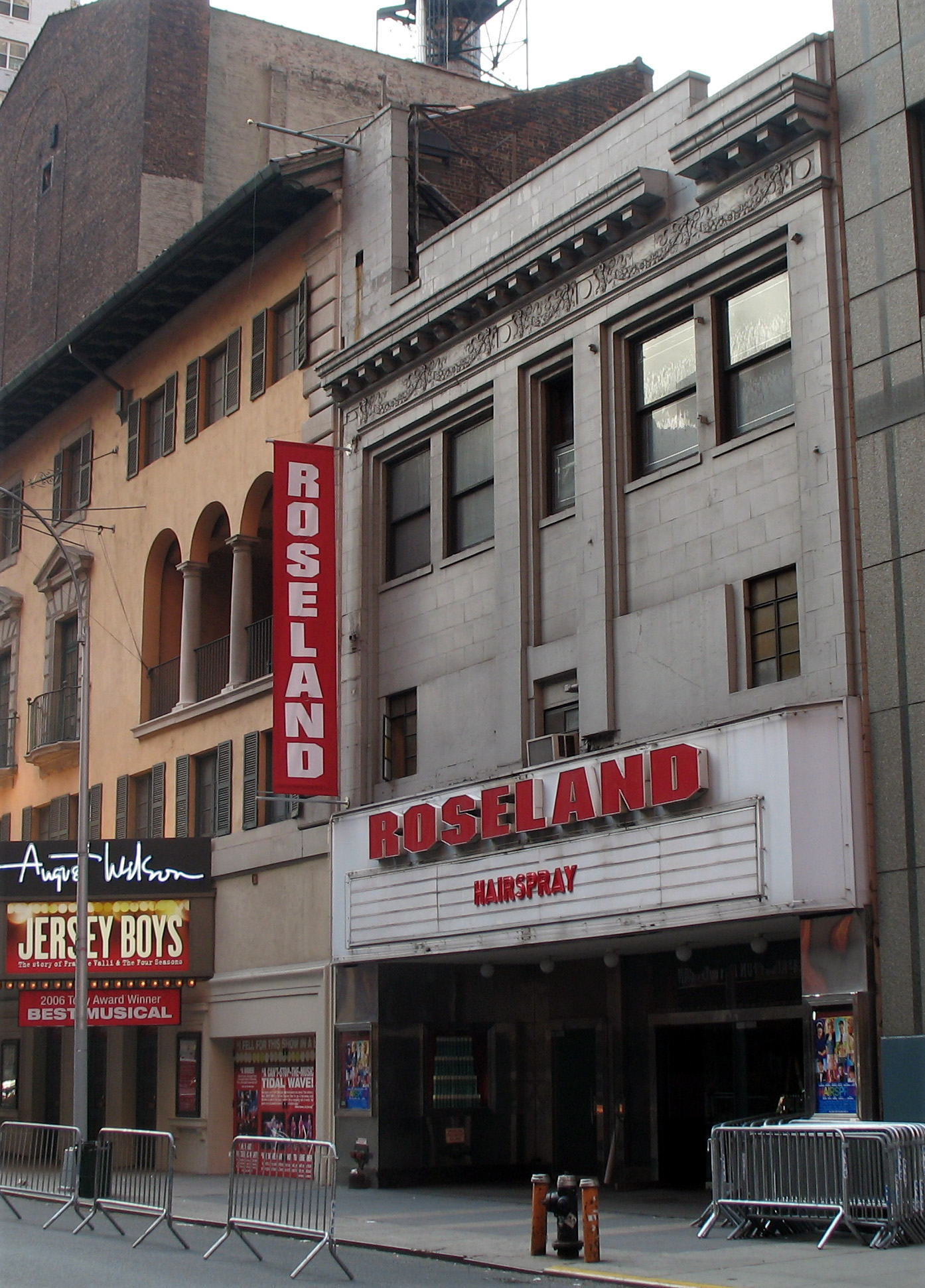
Das Roseland Ballroom in New York City (2007)

Ride the Lightning wurde am 30. Juli 1984 durch Megaforce Records in den USA, durch Music for Nations im Vereinigten Königreich und durch Roadrunner Records in den Niederlanden veröffentlicht. Die Lieder „Fade to Black“ und „Creeping Death“ erschienen in den Jahren 1984 und 1985 als Singles, „For Whom the Bell Tolls“ als Promo-Single.
In den ersten Monaten nach der Veröffentlichung konnte Megaforce in den USA Verkäufe im fünfstelligen Bereich erzielen. Damit stieß die kleine Firma von Jon Zazula an ihre finanziellen und organisatorischen Grenzen. Zazula riet der Band daraufhin, sich nach stärkeren Partnern umzusehen. Zazula organisierte für den 3. August 1984 ein Konzert im New Yorker Club „Roseland Ballroom“, bei dem die Bands Raven und Anthrax im Vorprogramm auftraten.
Im Publikum befand sich der damals 22-jährige Michael Alago, der als A&R bei Elektra Records arbeitete und vom Auftritt von Metallica schwer beeindruckt war.

„Die Energie in der Luft war elektrisch, der Auftritt brillant. Ich rannte hinter die Bühne, verbarrikadierte die Türen hinter mir und erzählte den Musikern, wie sehr ich sie liebe und wie sehr ich sie zu einem Teil meines persönlichen und beruflichen Lebens machen wollte. Am nächsten Tag besuchten sie mich mit chinesischem Essen und Bier im Elektra-Büro.“

Die Band erhielt Angebote von zahlreichen Plattenfirmen. Obwohl einige Angebote finanziell lukrativer waren, entschied sich Metallica für Elektra, da sich die Band von dieser Firma eine größere Unterstützung erhoffte. Laut James Hetfield hatte Elektra zum damaligen Zeitpunkt mit Mötley Crüe und Dokken lediglich zwei Metalbands unter Vertrag, während es bei anderen Firmen mehr waren. Gleichzeitig unterschrieben die vier Bandmitglieder von Metallica einen Vertrag mit Cliff Burnsteins Managementfirma Q-Prime.
Neben Elektra bemühte sich auch Bronze Records um Metallica. Während der Aufnahmen in Kopenhagen stattete der Firmenbesitzer Gerry Bron der Band einen Besuch ab. Bron war mit dem ihm vorgespielten Material jedoch unzufrieden und verlangte von der Band, das komplette Album in England mit dem Produzenten Eddie Kramer neu aufzunehmen. Metallica weigerte sich, dieser Forderung nachzugehen und verwarf das Angebot von Bronze Records.
Am 19. November 1984 wurde Ride the Lightning von Elektra neu veröffentlicht. Die Version von Elektra ist mit der ursprünglichen Veröffentlichung identisch. Vier Tage später wurde die 12″-Single „Creeping Death“ veröffentlicht. Die B-Seite enthält Coverversionen der Lieder „Am I Evil?“ von Diamond Head und „Blitzkrieg“ von der Band Blitzkrieg.
Einige Pressungen des Albums weisen falsche Liedtitel auf. So sind Pressungen mit dem Titel „For Whom the Bells Toll“ statt „For Whom the Bell Tolls“ sowie „The Cat of Ktulu“ statt „The Call of Ktulu“ in Umlauf.

## Lieder
Fight Fire with Fire beginnt mit einer auf einer Akustikgitarre gespielten Figur, die nach 41 Sekunden in ein schnelles Riff übergeht. Es gehört zu den schnellsten Liedern, die Metallica je geschrieben haben. Textlich geht es um die Bedrohung durch einen Atomkrieg. Das Lied endet mit dem Geräusch einer Atombombenexplosion.
Das Titellied Ride the Lightning beschreibt die Gedanken eines Menschen, der unschuldig auf dem elektrischen Stuhl sitzt und hingerichtet wird. Am Ende des Liedes stellt sich heraus, dass der Protagonist einen Albtraum hatte. In einem Interview mit dem Magazin Guitar World erklärte James Hetfield, dass sich das Lied nicht gegen die Todesstrafe richtet, sondern vielmehr die Idee behandelt, auf einen elektrischen Stuhl gefesselt zu sein, obwohl man das Verbrechen nicht begangen hat. Während das Lied eher im mittleren Tempo gehalten ist, steigt die Geschwindigkeit während des zweiten Gitarrensolos merklich an. Die gespielten Akkorde erreichen dabei immer höhere Tonlagen.
Der Text von For Whom the Bell Tolls basiert auf Ernest Hemingways Roman Wem die Stunde schlägt. Es geht um fünf Soldaten, die im Spanischen Bürgerkrieg bei dem Versuch, eine von den Faschisten gehaltene Brücke zu erobern, auf einem Hügel durch einen Luftangriff getötet werden.

“For a hill men would kill. Why? They do not know. Stiffened wounds test their pride.”

„Männer würden für einen Hügel töten. Warum? Sie wissen es nicht. Verkrustete Wunden beweisen ihren Stolz.“

Das chromatische Intro, das oft für ein Gitarrenriff gehalten wird, wurde in Wahrheit vom Bassisten Cliff Burton mithilfe von Verzerrungs- und Wah-Wah-Effekten gespielt.
Fade to Black ist die erste von Metallica veröffentlichte Ballade und das erste Metallica-Lied, bei dem James Hetfield mit klarer Stimme singt. Textlich geht es um einen Menschen, der aufgrund von Depressionen Selbstmord begehen will. Die Inspiration zu diesem Lied fand James Hetfield, nachdem der Band am 14. Januar 1984 in Boston ihr Equipment gestohlen wurde, darunter ein für die Aufnahmen fest eingeplanter Gitarrenverstärker. Die Basis für das Lied stammt von James Hetfield, der eines Tages im Proberaum auf einer akustischen Gitarre Moll-Akkorde als Arpeggio spielte. Das Gitarrensolo am Ende des Liedes entstand spontan im Studio.

„Ich war mir nicht sicher, was ich spielen sollte. Wir waren seit fünf oder sechs Monaten in Dänemark und bekamen Heimweh. Da es sich um ein düsteres Lied handelt und wir alle ziemlich deprimiert waren dachte ich beim Spielen an etwas Depressives. Es half ungemein.“

Trapped Under Ice beschreibt die Verzweiflung eines unter einer Eisschicht Gefangenen, der gleichzeitig ertrinkt und erfriert und dabei vergeblich um Hilfe ruft. Laut Kirk Hammett basiert das Lied auf dem Stück Impaler seiner alten Band Exodus. Der Text bietet viele Interpretationsmöglichkeiten, die von Einsamkeit und Entfremdung bis zu Drogen- und Alkoholabhängigkeit reichen.
In Escape geht es um einen entflohenen Häftling. Seine Flucht steht als Metapher für die Flucht vor allen Dingen, die einen Menschen davon abhalten, sein Leben nach seinen eigenen Vorstellungen zu leben. Am Ende des Liedes ertönen Alarmsirenen.
Creeping Death handelt von den Zehn Plagen, die laut dem Zweiten Buch Mose im 13. Jahrhundert v. Chr. das Land Ägypten heimsuchten. Der Titel des Liedes bezeichnet die zehnte Plage, in der der Tod jedes erstgeborenen Sohnes angeordnet wird. Die Inspiration für das Lied holte sich die Band, als die Musiker gemeinsam den Spielfilm Die zehn Gebote sahen. Im Text werden drei der zehn Plagen beschrieben: In der zweiten Strophe werden die erste Plage, bei der das Wasser des Nil in Blut verwandelt wird, und die neunte Plage, drei Tage Finsternis, genannt. Während der Bridge wird die zehnte Plage, der Tod der Erstgeborenen, angekündigt. Ursprünglich wurde das Lied von Kirk Hammetts ehemaliger Band Exodus geschrieben und hieß Die By His Hand.
Die Inspiration für das Instrumental The Call of Ktulu stammt aus H. P. Lovecrafts Kurzgeschichte Cthulhus Ruf. In der Geschichte heißt es, dass die Erwähnung des Namens Cthulhu, schriftlich oder mündlich, die Person näher an das Wesen bringen würde. Auch die Metallica-Lieder The Thing That Should Not Be vom Album Master of Puppets, All Nightmare Long vom Album Death Magnetic und Dream No More von Hardwired…to Self-Destruct basieren auf diesem Mythos.

## Kritiken und Bedeutung

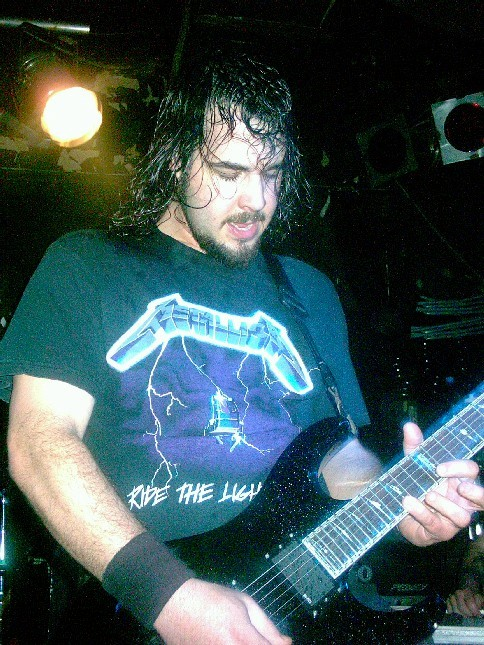
Rob Arnold während Chimaira-Konzerts in 2004 mit Ride the Lightning T-shirt

Bei der Veröffentlichung erhielt das Album von Seiten der Fachpresse hervorragende Kritiken. Götz Kühnemund vom deutschen Magazin Rock Hard gab dem Album die Höchstpunktzahl 10. Laut Steve Huey vom Onlinemagazin AllMusic hat Ride the Lightning „das Regelbuch für eine Generation von Thrashern neu geschrieben“. Wenn Kill ’Em All das Manifest war, war Ride the Lightning laut Huey die Revolution selbst. Stefan Lang vom Onlinemagazin Powermetal.de bezeichnete Ride the Lightning als „absoluten Metal-Klassiker“, der „in jede Sammlung gehört“.
Allerdings wurde das Album von einigen Fans des Debütalbums weniger gut aufgenommen. Metal Mike Blim schrieb 1984 im Metal Hammer, die Band sei mit dem Album „etwas in die Kommerzecke getrieben“. Dave Lombardo von Slayer äußerte im Fanzine Slayer, Ride the Lightning sei nicht so stark wie der Vorgänger. Jeff Hanneman hingegen meinte, das Ziel der Band bei ihrem zweiten Album Hell Awaits sei gewesen, aufzuzeigen, dass Slayer, wie beispielsweise Metallica mit Ride the Lightning, in der Position sei, ein zweites Album zu veröffentlichen, das besser als das Debüt sei.
Das deutsche Magazin Metal Hammer veröffentlichte im Jahre 2009 in seiner Dezember-Ausgabe einen achtseitigen Bericht aus dem Anlass des 25-jährigen Veröffentlichungsjubiläums. Neben einer Übersicht über die Entstehung und die Bedeutung des Werkes umfasst der Artikel einen Nachdruck eines Artikels über das Album aus dem Jahre 1984, Interviews mit Michael Alago und Flemming Rasmussen, Musikerzitate über das Album sowie weitergehende Informationen. Vier Jahre zuvor wählten die Leser des Metal Hammers Ride the Lightning auf Platz drei der Liste der 100 besten Metalalben aller Zeiten.
Die Redaktion des Rock-Hard-Magazins veröffentlichte im Jahre 2005 das Buch Best of Rock & Metal, das die 500 besten Metal- und Hard-Rock-Alben aller Zeiten umfasste. Dabei belegte Ride the Lightning den dritten Platz. Das Onlinemagazin Loudwire setzte Ride the Lightning in seiner im September 2015 veröffentlichten Liste der 50 besten Metalalben aller Zeiten auf Platz acht. IGN setzte Ride the Lightning auf Platz fünf der besten 25 Metalalben, da das Album „dem perfekten Metal sehr nahe kommt“. Das US-amerikanische Fachmagazin Guitar World setzte das von Kirk Hammett gespielte Solo am Ende von Fade to Black auf Platz 24 der Liste der 50 besten Gitarrensoli.
Für das Lied The Call of Ktulu in der Version des Livealbums S&M, bei dem die Band einige ihrer Lieder zusammen mit dem San Francisco Symphony Orchestra einspielte, erhielt Metallica 2001 einen Grammy Award in der Kategorie „Best Rock Instrumental Performance“.
In der 2024 vom deutschen Metal Hammer herausgegebenen Liste Die 500 besten Metal-Alben aller Zeiten belegte Ride the Lightning Platz sieben.

## Kommerzieller Erfolg

### Chartplatzierungen
Ride the Lightning stieg Mitte August 1984 auf Platz 87 der britischen Albumcharts ein und hielt sich für zwei Wochen. In den US-amerikanischen Albumcharts stieg das Album erst im März 1985 auf Platz 100 ein und war insgesamt für 60 Wochen vertreten.
Bemerkenswert sind die Chartpositionen in der Schweiz und in Deutschland. In der Schweiz konnten sich das Album und die Single Fade to Black im Sommer 2008, also rund 24 Jahre nach der ursprünglichen Veröffentlichung, in den Charts platzieren: Ride the Lightning erreichte Platz 78, Fade to Black Platz 100. Für Fade to Black war es weltweit die einzige Platzierung. In Deutschland stieg das Album erst im Jahr 2016 in die Albumcharts ein und erreichte Platz 47 sowie 2023 Rang 21. Ebenfalls 2023 erreichte das Album mit Rang 49 seine erste Notierung in Österreich.
Die beste Chartplatzierung erreichte Ride the Lightning im Mai 2007 in Finnland. In der 22. Kalenderwoche des Jahres befand sich Metallica mit zehn Alben gleichzeitig in den 40 Alben umfassenden Albumcharts. Dabei belegte Ride the Lightning den neunten Platz.

### Auszeichnungen für Musikverkäufe
Für über sechs Millionen verkaufte Einheiten in den USA wurde Ride the Lightning dort mit Sechsfachplatin ausgezeichnet. Bis zum Ende des Jahres 2009 wurden in den USA etwa 5,6 Millionen Exemplare des Albums verkauft. Neben den USA erhielt Ride the Lightning in Deutschland, im Vereinigten Königreich und in Kanada jeweils eine Platin-Schallplatte.
| Land/Region                  | Auszeichnungen für Musikverkäufe (Land/Region, Auszeichnung, Verkäufe) | Verkäufe  |
| ---------------------------- | ---------------------------------------------------------------------- | --------- |
| Australien (ARIA)            | 3× Platin                                                              | 210.000   |
| Dänemark (IFPI)              | 2× Platin                                                              | 40.000    |
| Deutschland (BVMI)           | Platin                                                                 | 500.000   |
| Italien (FIMI)               | Gold                                                                   | 25.000    |
| Kanada (MC)                  | Platin                                                                 | 100.000   |
| Polen (ZPAV)                 | Platin                                                                 | 20.000    |
| Vereinigte Staaten (RIAA)    | 6× Platin                                                              | 6.000.000 |
| Vereinigtes Königreich (BPI) | Platin                                                                 | 300.000   |
| Insgesamt                    | 1× Gold · 15× Platin ·                                                 | 7.195.000 |

Hauptartikel: Metallica/Auszeichnungen für Musikverkäufe

## Weiterverwendung

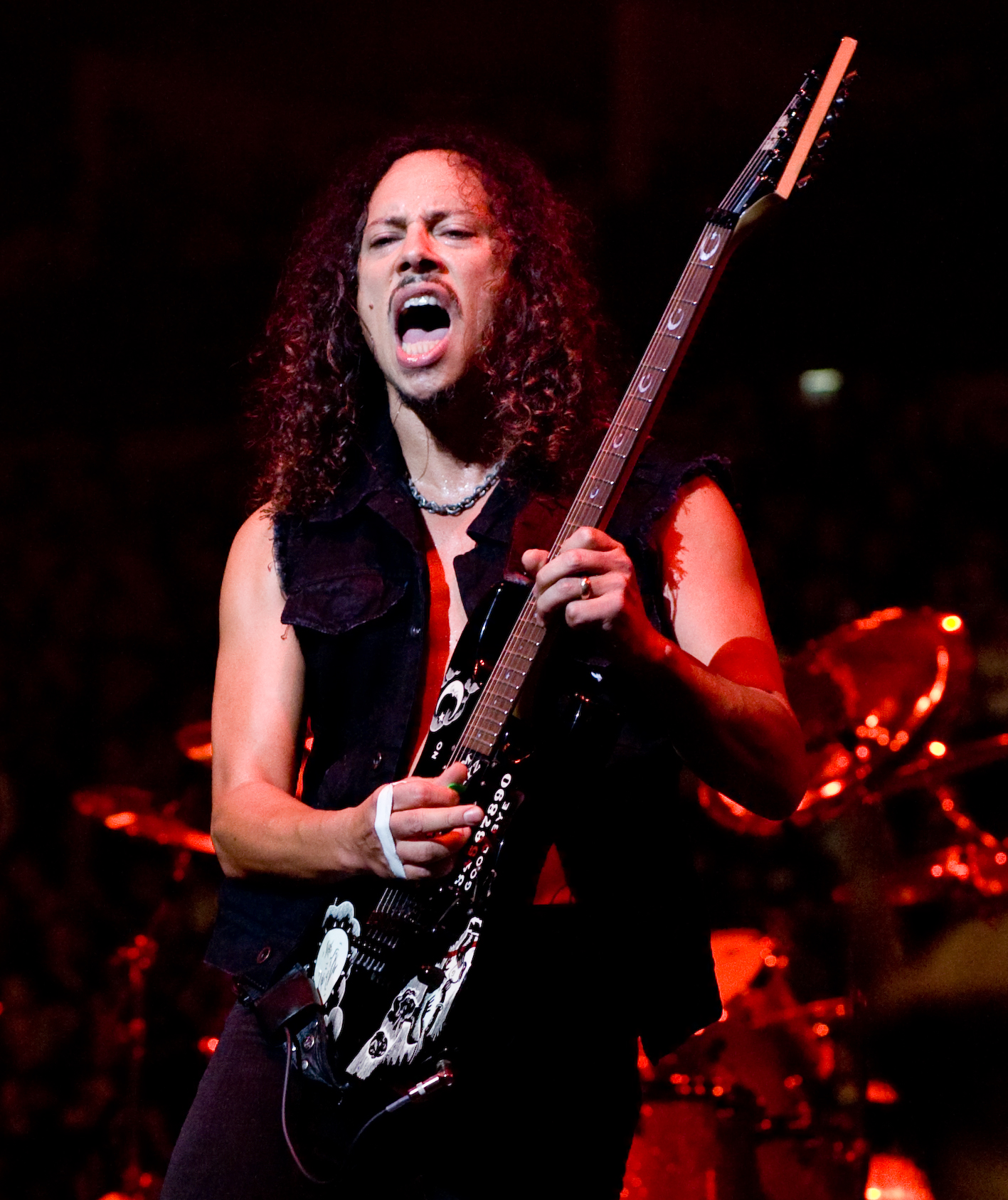
Gitarrist Kirk Hammett (2008)

### Tournee und Livedarbietungen
Im November und Dezember 1984 begab sich Metallica zusammen mit der britischen Band Tank auf die Bang that Head that Doesn’t Bang-Tournee durch Europa, die im Schnitt von 1.300 Zuschauern besucht wurde. Es folgte die Ride the Lightning-Tournee durch Nordamerika, bei der neben Metallica W.A.S.P. als Co-Headliner und Armored Saint als Vorgruppe auftraten. Zu den Höhepunkten der Tournee zählten im Sommer 1985 die Auftritte beim Festival Monsters of Rock im englischen Donington Park vor 70.000 Zuschauern sowie der Auftritt beim Festival Day on the Green im kalifornischen Oakland vor 60.000 Zuschauern.
Die Lieder Creeping Death, Fade to Black und For Whom the Bell Tolls gehören zu den meistgespielten Liedern bei Konzerten von Metallica; Creeping Death und For Whom the Bell Tolls wurden neben Master of Puppets, One und Seek and Destroy bereits über 1.000 Mal dargeboten. Fade to Black kommt dem mit knapp 900 Einsätzen am nächsten. Die restlichen Lieder des Albums waren bislang weitaus seltener Teil der Live-Sets. Escape wurde erstmals, als Teil der ersten Gesamtdarbietung des Albums Ride the Lightning, beim bandeigenen Orion Music + More-Festival am 23. Juni 2012 in Atlantic City live gespielt.

### Guitar Hero: Metallica
Im März 2009 veröffentlichte die Firma Activision das Videospiel Guitar Hero: Metallica. Unter den 31 für das Spiel verwendeten Metallica-Liedern sind mit Ride the Lightning, Creeping Death, Fade to Black, For Whom the Bell Tolls und Fight Fire with Fire fünf Lieder von Ride the Lightning vertreten. Das Lied Trapped Under Ice ist bei Guitar Hero: World Tour spielbar.

### Coverversionen
Zahlreiche Lieder des Albums Ride the Lightning wurden von anderen Künstlern gecovert. Die finnische „Cello-Rock“-Gruppe Apocalyptica coverte die Lieder Creeping Death, Fade to Black, Fight Fire With Fire und For Whom the Bell Tolls. Die US-amerikanische Metalband Disturbed veröffentlichte eine Live-Coverversion von Fade to Black auf dem Album Music as a Weapon II. Eigene Versionen des Liedes Escape sind auf dem Coveralbum For the Lions der US-amerikanischen Hardcore-Band Hatebreed sowie als Japan-Bonustrack des Albums From Mars to Sirius der französischen Death-Metal-Band Gojira vertreten. Die parodistische Metalcore/Thrash-Metal-Band Austrian Death Machine coverte auf ihrem Album Double Brutal das Lied Trapped Under Ice. Die polnische Death-Metal-Band Vader veröffentlichte ein Cover von Fight Fire with Fire auf ihrem Album Necropolis. Auf dem Metallica-Tribute-Sampler Metallic Attack: The Ultimate Tribute von 2004 coverten Dark Angel Creeping Death und Death Angel Trapped Under Ice.
Die Mashup-Band Beatallica, die die Musik von Metallica mit der von den Beatles verbindet, verwendete bislang dreimal Lieder des Albums Ride the Lightning. Auf ihrem Debütalbum Sgt. Hetfield’s Motorbreath Pub Band verbanden sie bei Ktulu (He’s So Heavy) die Lieder The Call of Ktulu mit I Want You (She’s So Heavy). Das zweite Album Masterful Mystery Tour enthält mit Everybody’s Got a Ticket to Ride Except for Me and My Lightning eine Mischung aus den Liedern Ride the Lightning, Everybody’s Got Something to Hide Except Me and My Monkey und Ticket to Ride sowie mit Got to Get You Trapped Under Ice eine Mischung aus Got to Get You into My Life und Trapped Under Ice. 2022 veröffentlichte Abbath eine Black-Metal-Version des Songs Trapped Under Ice auf seinem Album Dread Reaver.